# Glarus Süd
Glarus Süd – szwajcarska gmina (niem. Gemeinde) w kantonie Glarus. Jest największą gminą pod względem powierzchni w kantonie. Powstała 1 stycznia 2011 z połączenia 13 gmin: Betschwanden, Braunwald, Elm, Engi, Haslen, Linthal, Luchsingen, Matt, Mitlödi, Rüti, Schwanden, Schwändi oraz Sool.

## Demografia
W Glarus Süd mieszka 9 480 osób. W 2020 roku 17,7% populacji gminy stanowiły osoby urodzone poza Szwajcarią.

## Transport
Przez teren gminy przebiegają drogi główne nr 17 i nr 422.